# Strzelno (województwo pomorskie)
Strzelno (kaszb. Strzelëno lub też Strzelno, niem. Strellin) – wieś kaszubska w Polsce położona w województwie pomorskim, w powiecie puckim, w gminie Puck.
Wieś królewska w starostwie puckim w powiecie puckim województwa pomorskiego w II połowie XVI wieku. Do 1954 roku miejscowość była siedzibą gminy Strzelno. W latach 1975–1998 miejscowość położona była w województwie gdańskim.
Miejscowość jest siedzibą parafii rzymskokatolickiej, należącej do dekanatu Puck w archidiecezji gdańskiej.
Inne miejscowości o nazwie Strzelno: Strzelno, Strzelno Klasztorne

## Zabytki
- Neogotycki kościół z 1831 roku z XVIII-wiecznym, wczesnobarokowym wyposażeniem wnętrz[5].